# Darren McFadden
Darren McFadden (født 27. august 1987 i North Little Rock, Arkansas, USA) er en amerikansk footballspiller, der spiller i NFL som running back for Dallas Cowboys. Han blev draftet som et førsterundes-valg til ligaen af Raiders i 2008.

## Klubber
- 2008-: Oakland Raiders